# 노사카 아키유키
노사카 아키유키(野坂 昭如, 1930년 10월 10일 ~ 2015년 12월 9일)는 일본의 소설가이다. 가나가와현 가마쿠라시 출생으로, 1983년 참의원을 지낸 바 있다. 소설가 이외에 아키 유키오(阿木 由紀夫)라는 예명으로 방송 작가로 활동하기도 했으며, 클로드 노사카(クロード 野坂)라는 예명으로 샹송 가수로 활동하였다.
2015년 12월 9일 자택에서 심근 경색으로 의식을 잃은 뒤 병원으로 후송되었으며, 병원에 도착한 뒤 사망 판정을 받았다. 노사카는 사망 이틀 전인 7일 TBS 라디오 프로그램에서 소개된 편지에서 "나는 일본이 하나의 갈림길로 접어들고 있다는 생각을 금할 수 없다"고 말했었고, 사망 몇 시간 전인 9일 오후 4시께 신쇼샤(新朝社)에 보낸 잡지 연재 마지막 원고의 말미에는 "(이 나라에) '전전'(戰前, 일본이 태평양 전쟁을 시작하기 전 시기를 의미)이 점점 다가오고 있음은 확실하다"(戦前がひたひた迫っていることは確かだ)고 적었다.

## 작품 목록
- 《반딧불의 무덤》
- 《반딧불의 묘》